# Chiesa dei Santi Pietro e Paolo (Pogno)
La chiesa dei Santi Pietro e Paolo, detta anche solo chiesa di San Pietro, è la parrocchiale di Pogno, in provincia e diocesi di Novara; fa parte dell'unità pastorale di Gozzano.

## Storia
Originariamente la comunità di Pogno dipendeva dalla pieve di Gozzano, dalla quale si affrancò il 3 dicembre 1328 venendo eretta a parrocchiale, come testimoniato in un documento conservato nell'archivio della matrice.
L'originario luogo di culto romanico fu sostituito nel Seicento dalla nuova parrocchiale, la quale venne poi interessata nel secolo successivo da un intervento di ampliamento, finanziato nel 1702 da Pietro Ottini.

## Descrizione

### Esterno
La facciata a della chiesa, rivolta a sudovest e caratterizzata da una portico i cui archi a tutto sesto sono sorretti da colonne binate, presenta centralmente il portale d'ingresso architravato, affiancato da due finestre ovali, e sopra un affresco raffigurante la chiamata di Pietro, dipinto nel 1953 da Francesco Mazzucchi.

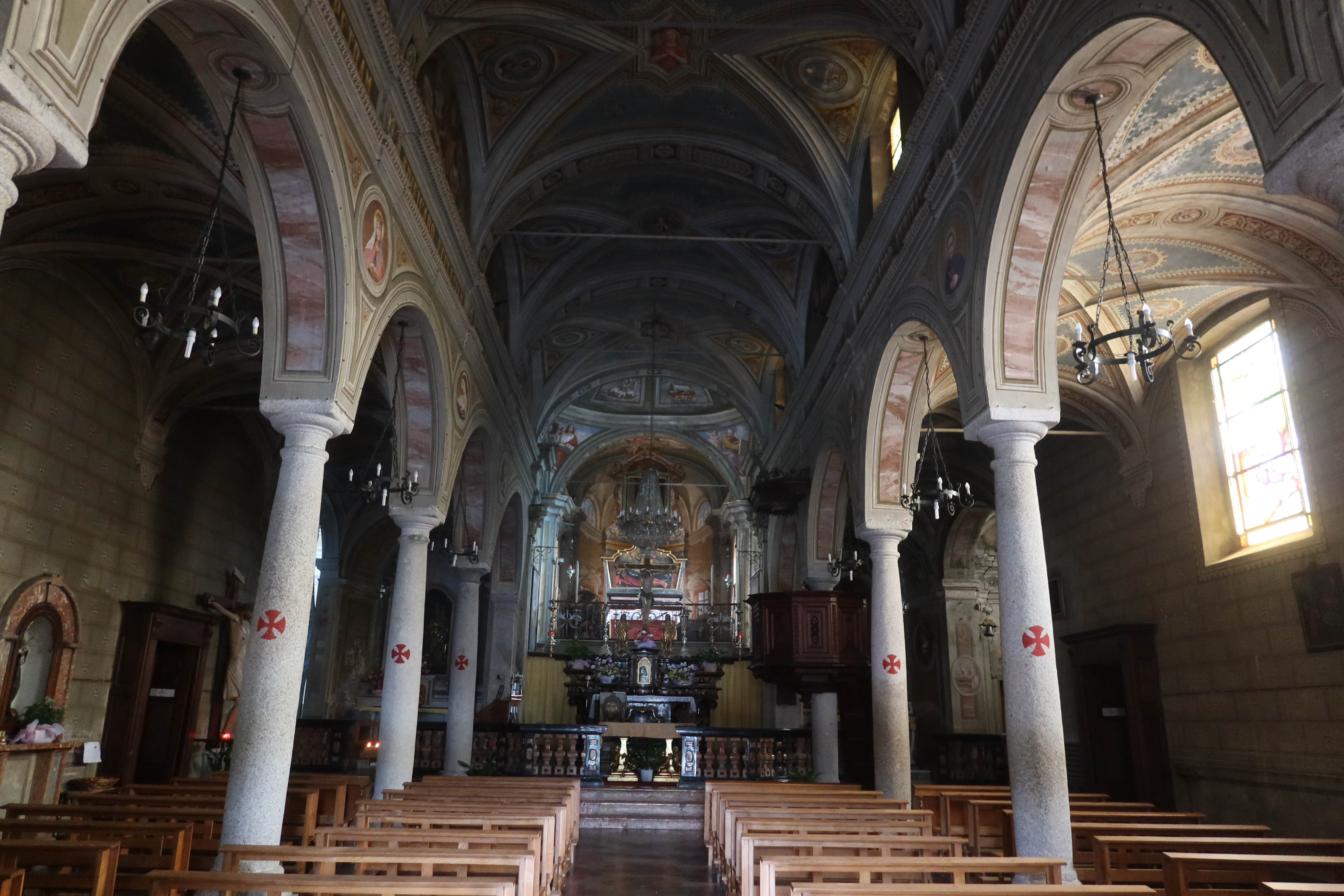
L'interno

Annesso alla parrocchiale è il campanile in pietra a base quadrata, la cui cella presenta una trifora per lato ed è coronata dal tamburo sorreggente la cupoletta.

### Interno
L'interno dell'edificio è composto da tre navate, separate da colonne sorreggenti degli archi a tutto sesto, sopra i quali corre la trabeazione dentellata su cui si impostano le volte; al termine dell'aula si sviluppa il presbiterio, rialzato di alcuni scalini, delimitato da balaustre e chiuso dall'abside quadrangolare.